# Narentinos
Los narentinos formaban una tribu eslava meridional que ocupaba parte del sur de Dalmacia en torno al río Neretva (o Narenta), que aparecen en la historia en los siglos IX y X y a los que se conoce principalmente por sus actividades piráticas en el Adriático. Las fuentes venecianas los denominan narentani y las griegas, paganoi (paganos), debido a que permanecieron sin cristianizar mucho después de que las tribus vecinas se hubiesen convertido al cristianismo. La tribu fue una enemiga acérrima de la República de Venecia: acosó a los comerciantes venecianos y al clero que atravesaba el Adriático y llegó incluso a atacar cerca de la propia Venecia; venció a los dogos en varias ocasiones. Los tratados de paz veneciano-narentinos no duraron mucho, ya que los narentinos retomaban pronto la piratería. Los venecianos los debelaron finalmente a finales del siglo X y desaparecieron de las fuentes en el siglo XI.

## Terminología

Pagania (el principado de los narentinos) en el siglo.

La palabra narentino es un gentilicio derivado del río Neretva, llamado en latín y otros idiomas Narenta. Los términos «narentinos», «Pagania» o «paganos» aparecen en dos fuentes de la época: De Administrando Imperio, una obra griega de mediados del siglo X, y Chronicon Venetum et Gradense, una crónica veneciana de Juan el Diácono de comienzos del siglo XI. En De Administrando Imperio del emperador bizantino Constantino VII Porfirogéneta (913-959), a la tribu se la llama paganoi (en griego: Παγανοὶ, Παγανοἰ) y su Estado, Pagania (Παγανὶα, Παγανἰα), en griego, aunque también se señala que en latín se los llama arentanoi (Αρεντανοἰ) y a su Estado, Arenta (Αρεντα). Por su parte, el cronista Juan el Diácono utilizó el gentilicio narentani para referirse a ellos (princeps Narentanorum, Narrentanos Sclavos). En serbocroata, el nombre de la tribu es neretljani (Неретљани), neretvani y pagani (Пагани), mientras que al Estado se lo llama normalmente Paganija (Паганија).

## Geografía y economía
En los capítulos de De Administrando Imperio «Historia de la provincia de Dalmacia» y «De los Paganos, también llamados Arentanos, y del país en el que ahora viven», se describe la geografía de Pagania. Esta estaba dividida en condados (župa o zupanias)): Rhastotza, Mokros y Dalen. Rhastotza y Mokros estaban en la costa y tenían galeras, mientras que Dalen estaba lejos del mar y se dedicaba a la agricultura. En su territorio se hallaban las ciudades de Mokron, Beroullia (probablemente Brela), Ostrok y Slavinetza (cerca de Gradac), además de las grandes islas de Kourkra/Kiker (con la ciudad de Korčula), Meleta/Malozeatai, Phara y Bratzis. Los paganos criaban rebaños en las islas. Las cercanas islas de Chora (posiblemente Sušac), Iës y Lastobon quedaban fuera del territorio que dominaban. Tenían por vecinos a Croacia (al noroeste), a Zahumlia (al este) y a Serbia (en el interior, al noreste, separada del mar por Pagania, Zahumlia, Travunia y Doclea, y de Croacia por el Tzentina.

## Historia
Los esclavenos (eslavos del sur) invadieron los Balcanes en el siglo VI. En el 639 d. C., Narona, hasta entonces una floreciente ciudad romana, fue destruida por una horda de ávaros y eslavos. Unos años más tarde, las tribus eslavas se apoderaron del bajo Neretva. Los eslavos construyeron una nueva ciudad sobre las ruinas de Narona y erigieron un monumento a su dios eslavo Svetovid sobre las ruinas de los templos romanos. Narentia fue un centro pagano en los Balcanes similar a Rügen para los baltoeslavos. En 642, los eslavos invadieron el sur de Italia y atacaron Siponto por mar desde la costa dálmata. Las incursiones navales eslavas en el Adriático aumentaron y se volvió inseguro recorrer este mar.

Los principados eslavos de la costa del Adriático a comienzos del siglo.

Los primeros conflictos entre venecianos y narentinos ocurrieron poco antes del 830, momento en el que se firmó el primer acuerdo de paz entre las dos partes (el dogo veneciano y los Sclavorum de insula Narrentis). Los eslavos narentinos enviaron emisarios al dogo Giovanni I Participazio (829-836). Según P. Skok, los primeros contactos entre Venecia y las islas de la Dalmacia central datan de entonces. Según Šafárik (1795-1861), a principios del siglo IX el poderío de los narentinos era tal el dogo Giovanni I los atacó, si bien luego se avino a firmar la paz con ellos. La República de Venecia estaba subordinada de facto al Imperio bizantino y extendía sus redes comerciales hacia el este. Sin embargo, las disensiones internas debilitaron al imperio durante la primera mitad del siglo IX y reforzaron a los búlgaros y árabes. Los árabes tomaron Creta en 825, Palermo en 831, Tarento en 839 y, tras destruir la armada veneciana en 840, pudieron recorrer libremente el Adriático. En 841, los navíos árabes asaltaron ciudades del Adriático y llegaron a la confluencia del río Padua, mientras que contingentes menores atacaban Budva, Roza y el Bajo Kotor. En 842 se adueñaron de Bari y en 846 llegaron a la propia Roma. La armada veneciana, obligada a defender el Adriático bizantino, estaba en conflicto constante con las escuadras árabes. La armada bizantina apenas apareció por la zona y con pocas naves. Esto y el acoso árabe impulsaron a los piratas eslavos de la comarca del Narenta a aumentar su poderío naval. La marcha de la armada veneciana a proteger Sicilia en 827-828 facilitó la actividad narentina, que se redujo cuando volvieron las naves venecianas. En efecto, la piratería narentina crecía cuando se debilitaba la posición veneciana o la situación en el Adriático la favorecía. El asalto narentino a un grupo de mercaderes venecianos que regresaban a su ciudad desde Benevento en 834-835, algunos de los cuales perecieron, causó gran revuelo y odio en Venecia.
Los venecianos emprendieron una gran expedición para acabar con los piratas dálmatas en 839. El dogo Pietro Tradonico envió buques de guerra contra las tierras eslavas (Esclavenia). Según F. Šišić, el dogo Pietro ordenó un ataque contra los narentinos en la primavera del 839. Según V. Klaić, Tradonico había vencido y firmado la paz con los croatas de Mislav y seguidamente asaltó las islas narentinas, antes de rubricar la paz con su jefe Drosaico. No hay información sobre los combates de ese año, pero sí se sabe que los venecianos concertaron la paz con los croatas y con parte de los narentinos. El cronista veneciano Juan el Diácono (1008) registra una renovación del tratado de paz firmado por Drosaico (ad Narrentanas insulas cum Drosaico, Marianorum iudice, similiter fedus instituit). La paz con los narentinos no duró mucho, tal vez porque estos la suscribieron únicamente para evitar la agresión veneciana o más probablemente porque no se acordó con todos ellos, sino únicamente con uno de sus grupos o clanes. En 840, los venecianos atacaron al caudillo narentino Ljudislav, pero no lograron vencerlo; Ljudislav (Liuditus sclavus), posiblemente sucesor o jefe que compartía el poder con Drosaico, venció al dogo y mató a cientos de sus hombres. Según Klaić, fueron los narentinos quienes rompieron la paz con Venecia. Parece que la piratería narentina alcanzó incluso Istria en febrero del 840. El tratado franco-veneciano de 840 incluyó la lucha conjunta de los firmantes contra las tribus eslavas (generationes Sclavorum inimicas). Sin embargo, las últimas dos derrotas navales venecianas a manos de los árabes les impidieron a los venecianos emprender nuevas campañas contra los eslavos dálmatas. En 846, los narentinos llegaron cerca de Venecia y saquearon la cercana Caorle.

Territorios de los Balcanes occidentales a finales del siglo.

El advenimiento del emperador Basilio I (867-886) comportó cambios importantes en Bizancio; soberano enérgico, logró estrechar lazos con los búlgaros, e incluso con los distantes croatas, y protegió bien el Imperio. Cuando Ragusa solicitó el auxilio imperial ante la amenaza sarracena, envió una fuerte armada al Adriático. El almirante bizantino Nicetas Orifas invitó a las tribus eslavas asentadas en torno a Ragusa, los zahumlios, travunios y canalitas, a unirse a la lucha contra los sarracenos en el 869. El llamamiento se limitó a las tribus eslavas del sur de Dalmacia; al norte, los croatas y los dálmatas habían entablado relaciones con el rey italiano Luis, para disgusto de los bizantinos. Cuando unos «eslavos» (narentinos según Narayan) secuestraron en marzo del 870 a los emisarios del obispo de Roma que regresaban a casa del IV Concilio de Constantinopla; los bizantinos lo utilizaron como pretexto para atacarlos y obligarlos a someterse (871). El De Administrando Imperio menciona que los narentinos fueron llamados paganos porque no habían aceptado bautizarse cuando lo hicieron todos los serbios, acontecimiento que debió de tener lugar en tiempos del emperador Basilio. Los narentinos no aparecen mencionados en relación con la expedición militar bizantina a Bari enviada por Basilio I (867-886), en la que sí participaron otros eslavos dálmatas. Los croatas, serbios, zahumlios, travunios, konavilianos, ragusanos, «con todos los hombres de las ciudades de Dalmacia», cruzaron el mar hasta Langobardia y tomaron Bari. Basilio sometió nuevamente Dalmacia a la autoridad bizantina en el 878, y gran parte de  la región pasó a depender del Patriarcado de Constantinopla. De Administrando Imperio afirma que los eslavos dálmatas le pidieron a Basilio I que los bautizara, pero la cristianización de los narentinos parece haber fracasado. Según Evans, estos siguieron siendo paganos hasta el 873, cuando el almirante bizantino Orifas los convenció para que aceptaran el bautismo. En cuanto a los venecianos, si bien el dogo Orso I Participazio y su hijo Giovanni II Participazio firmaron la paz y se coligaron con los croatas en el 876, siguieron en guerra con los narentinos.
El tratado franco-veneciano se renovó en el 880. En 887, el dogo Pietro I Candiano envió tropas contra los narentinos que desembarcaron en la «colina eslava» (mons Sclavorum) y pusieron en fuga al enemigo. Los narentinos fueron derrotados en la batalla que se disputó en agosto del 887 en Makarska, y sus cinco barcos fueron destruidos a hachazos. Sin embargo, los narentinos vencieron a los venecianos con ayuda de sus vecinos el 18 de septiembre de 887; el dogo pereció en la lid. Las crónicas venecianas dejan de mencionar conflictos con los croatas hasta el 948, lo que se cree que se debió a que estaban en paz con ellos y les pagaban tributo.
Pagania había quedado integrada en el principado serbio en tiempos de Pedro Gojniković (892-917). El príncipe serbio y el jefe militar bizantino de Dirraquio León Rabduco se reunieron en tierras narentinas para negociar una alianza contra los búlgaros. Miguel de Zahumlia, al que Pedro había expulsado de sus tierras en el continente y que se había refugiado en las islas vecinas, les advirtió a los búlgaros de las negociaciones. Los búlgaros engañaron a Pedro en el 917 y se apoderaron de sus tierras entre el 924 y el 927, hasta que Časlav regresó a Serbia y reconstruyó el estado, en liga con los bizantinos. El estado de Časlav incluía Pagania. En la década de 940, las islas de Brač y Hvar, que anteriormente habían sido parte del reino croata, se separaron durante la rebelión del ban Pribina y se unieron a la provincia narentina. Los narentinos aprovecharon la inestabilidad interna en Croacia tras la muerte de Krešimir I (945) y se adueñaron de las islas de Sušac, Vis y Lastovo. En 948 los narentinos estaban en guerra con el dogo veneciano Pietro III Candiano, quien envió contra ellos treinta y tres galeras de guerra al mando de Urso Badovario y Pietro Rozollo, aunque los narentinos repelieron la ofensiva. En consecuencia, los venecianos tuvieron que pagarles tributo para que no atacasen el tráfico veneciano por el Adriático. Serbia se disgregó a la muerte de Časlav, hacia el 960.
En 997, los narentinos incrementaron las incursiones contra ciudades latinas y venecianas; tenían estrechos vínculos con el señor croata Svetoslav Suronja, quien por entonces disputaba el trono a sus dos hermanos; esta relación hizo que las ciudades latinas dálmatas y Venecia se volvieran contra Svetoslav. En 998, la República de Venecia, sometida aún a la autoridad del emperador bizantino, dominaba las ciudades bizantinas dálmatas; la Croacia dálmata estaba sumida en la guerra civil; por su parte, los narentinos eran semiindependientes y corrían el Adriático, acosando particularmente a los venecianos. La extensión de la autoridad veneciana en Dalmacia hizo que algunas ciudades de la región, que se sintieron amenazadas, se coligaran con los narentinos. Los venecianos intervinieron y derrotaron a los narentinos y sus aliados croatas en el mar, lo que acabó con el poderío naval narentino. El principado de Neretljani era parte del Reino de Croacia en el siglo XI.
El 9 de mayo de 1000, el dogo veneciano Pietro II Orseolo decidió vencer a los croatas y narentinos que se habían aliado, con el fin de proteger los intereses de sus colonias comerciales y a la ciudadanía dálmata latina. Solamente los narentinos resistieron a la ofensiva veneciana en las costas orientales del Adriático. Como represalia a la agresión, secuestraron a cuarenta de los principales ciudadanos de Zara y se apoderaron de un buque mercante de Apulia. Sin embargo, Pietro II envió diez barcos contra ellos, que los sorprendieron entre Lastovo y Sušac, los apresaron y los llevaron cautivos a Trogir. Los emisarios narentinos llegaron a la residencia temporal del dogo en Split para pedir la liberación de los prisioneros. Garantizaron que el propio príncipe narentino se presentaría con sus hombres y renunciaría al antiguo gravamen que cobraba a los venecianos por no hostigar su comercio. Esto permitió que casi todos los prisioneros fuesen liberados, salvo seis, que permanecieron como rehenes de los venecianos. Lastovo y Korčula continuaron oponiéndose a los venecianos. Pietro II conquistó esta primero, y Lastovo también cayó tras largas y sangrientas luchas. Como Lastovo tenía reputación de infame nido de piratas entre los venecianos, el dogo ordenó que fuese despoblada y arrasada. Los isleños se negaron a abandonar el lugar, por lo que los venecianos lo atacaron y devastaron.

## Jefes
- Drosaico (Drosaik, Dražko, Draško). El cronista veneciano Juan el Diácono[36] (1008) registra una renovación del tratado de paz veneciano-narentino firmado por Drosaico (Ad Narrantanas insulas cum Drosaico, Marianorum iudice, similiter fedus instituit).[37]
- Liuditus sclavus (Ljudislav), posiblemente sucesor o jefe que compartía el poder con Drosaico; derrotó al dogo veneciano y mató a cientos de sus hombres.[18]
- Unusclavus y Diodurus fueron, según Johann Christian von Engel (1798),[38] los jefes del ataque a Caorle (que tuvo lugar en 846 según Narayan[22]). Šafařík incluyó la nota en Slowanské Starožitnosti (1837), y transcribió sus nombres como Uneslaw y Diodur.[39]
- Berigui o Berigoy (Berigoj), mencionado en una carta del año 1050 del monasterio benedictino de Santa María de la isla de Tremiti como «rey del pueblo costero» (rex marianorum), luego como «juez del pueblo costero» ( iudex Maranorum).[5][40]

## Legado
Hay un festival histórico llamado matrimonio en Venecia que conmemora la victoria sobre los narentinos, que se celebra en la Candelaria.

## Historiografía
La historiografía disiente sobre si la tribu eslava era serbia o croata. La información más antigua sobre los narentinos data de principios del siglo IX y aparece en el Chronicon Venetum et Gradense. Esta crónica veneciana se limita a indicar que los narentinos eran eslavos(Narrentanos Sclavos). De Administrando Imperio también da información sobre los narentinos; en esta obra se afirma que eran descendientes de los «serbios no bautizados» que provenían de una zona cercana a Tesalónica y se habían establecido en Dalmacia, aunque anteriormente habían habitado en la Serbia Blanca bajo la protección del emperador bizantino Heraclio (610-641), y que se los llamaba paganos porque no habían aceptado el bautismo cuando lo habían hecho el resto de los serbios.
Pavel Jozef Šafárik (1795-1861) consideraba que la primera información histórica sobre los serbios era precisamente la relativa a los narentinos. Konstantin Josef Jireček (1854-1918) los tenía por tribu eslava meridional distinta. El historiador croata F. Šišić (1869-1940) creía que eran claramente croatas que hablaban el dialecto chakaviano del serbocroata (1952), convicción que no compartía el Instituto académico serbio de estudios bizantinos. La historiografía serbia de los siglos XIX y XX consideraba serbios a los narentinos. El historiador checo Francis Dvornik (1893-1975), en su análisis del De Administrando Imperio, concluyó que la tribu no era serbia ni croata y que tal clasificación tenía en realidad motivación política moderna. El historiador croata Vladimir Košćak (1921-1991) creía que los narentinos estuvieron sometidos a la autoridad croata desde Trpimir hasta Domagoj (m. 876) y que, tras la muerte de este, enviaron emisarios a Basilio I y reconocieron brevemente como señor, hasta la caída del protegido bizantino Zdeslav (879), momento en el que se sacudieron la tutela bizantina; Košćak limitaba además el dominio bizantino al sur de Pagania y aseveraba que las provincias de Pagania, Zahumlia, Travunia y Dioclea volvieron a estar bajo dominio croata en tiempos de Branimir (879-892).
El historiador rumano-estadounidense Florin Curta considera que a mediados del siglo X los condados costeros estaban bajo el control del zupan serbio Časlav, que dominaba tanto los territorios del interior como la costa. Por su parte, el historiador serbio Tibor Živković deducía de De Administrando Imperio que los paganos no pertenecían a la tribu serbia, pero que el príncipe serbio Pedro sí que dominaba sus tierras hacia el 895. El historiador croata Neven Budak sostiene que los datos de la obra se refieren a la situación de la zona cuando fue escrita y que la disputa sobre si los narentinos eran serbios o crotas carece de sentido. El historiador croata Hrvoje Gračanin cree que la indicación de que los croatas se asentaron en Panonia y los serbios en Pagania y en los principados vecinos no refleja el origen cultural de la población de las regiones, sino la identidad de la autoridad política que dominaba cada una durante los siglos IX y X. De manera similar, el historiador croata Ivo Goldstein afirmó que los narentinos no podían ser considerados ni serbios ni croatas. Budak escribió que los narentinos eran indudablemente un grupo cultural distinto que desapareció cuando su principado quedó integrado en Croacia. La historiografía serbia y parte de la croata sigue asignando, empero, la identidad respectiva a los narentinos y considera su principado parte del Estado serbio o croata, a menudo sin tener en cuenta la compleja identidad de la población eslava de la época.
La Crónica del sacerdote de Dioclea, una obra escrita por un obispo católico probablemente para un señor croata en torno al 1300-10, asevera que los principados del sur de Dalmacia eran parte de la Croacia Roja. No obstante, si bien la parte final de la obra se considera de gran valor, no sucede lo mismo con las descripciones que contiene de los acontecimientos de la Alta Edad Media.